# Sergei Konstantinowitsch Minin
Sergei Konstantinowitsch Minin (russisch Сергей Константинович Минин; * 29. Junijul. / 11. Juli 1882greg. in Dubowka, Gouvernement Saratow; † 8. Januar 1962 in Moskau) war ein sowjetischer Publizist.
Minin wurde am 29. Juni (greg. 11, Juli) in Dubovka im heutigen Oblast Wolgograd als Sohn eines Priesters geboren.
Seit 1903 war Minin der revolutionären Bewegung der Bolschewiki aktiv, 1905 wurde er Parteimitglied.
Nach verschiedenen militärischen Tätigkeiten auf Seiten der Roten Armee im Bürgerkrieg gelang ihm der Aufstieg in die Nordwest-Sektion des ZK. Schließlich war er ab 1923 Rektor der Kommunistischen Universität und 1925 in leitender Funktion an der Staatlichen Petrograder Universität.
Bekannt war sein Slogan "Brot statt Philosophie". Die Philosophie galt ihm als Ideologie des Bürgerlichen Zeitalters, so wie es die Religion die des Feudalzeitalters gewesen sei. Dagegen setzt er auf die (Natur-)Wissenschaft als Waffe des Proletariats.
Ab 1927 musste er sich aus gesundheitlichen Gründen von der öffentlichen Arbeit zurückziehen. Ihm wurde der Rotbannerorden verliehen.